# Mal Donaghy
Malachy Martin "Mal" Donaghy (13 de setembre de 1957) és un exfutbolista nord-irlandès de la dècada de 1980.
Fou internacional amb la selecció d'Irlanda del Nord amb la qual participà en la Copa del Món de futbol de 1982 i a la de 1986.
Pel que fa a clubs, defensà els colors de Luton Town FC i Manchester United FC.

## Palmarès
Luton Town
- League Cup: 1987-88

Manchester United
- Recopa d'Europa de futbol: 1990-91
- FA Charity Shield: 1990
- Supercopa d'Europa de futbol: 1991